# 船橋郵便局
船橋郵便局（ふなばしゆうびんきょく）は千葉県船橋市にある郵便局。民営化前の分類では集配普通郵便局であった。

## 概要
住所：〒273-8799 千葉県船橋市南本町7-17

### 併設施設
- ゆうちょ銀行船橋店（さいたま支店船橋出張所）：取扱店番号050140
- なお、かんぽ生命保険船橋支店は、当初の実施計画では市川郵便局に併設を予定していたが、当局から南東約2km先にある浜町2丁目のららぽーと三井ビルディング内に設置された。

## 沿革
- 1872年8月4日（明治5年7月1日） - 船橋郵便取扱所として開設[1]。
- 1873年（明治6年） - 船橋郵便役所となる[1]。
- 1875年（明治8年）1月1日 - 船橋郵便局（四等）となる[1]。
- 1876年（明治9年） - 為替取扱を開始[1]。
- 1877年（明治10年） - 為替取扱を廃止[1]。
- 1878年（明治11年）1月2日 - 為替取扱を再開[1]。
- 1879年（明治12年） - 貯金取扱を開始[1]。
- 1901年（明治34年）2月1日 - 船橋郵便電信局となる[1]。
- 1903年（明治36年）4月1日 - 通信官署官制の施行に伴い船橋郵便局となる[1]。
- 1913年（大正2年）3月1日 - 電話交換業務および電話加入者の託送電報取扱を開始[2]。
- 1937年（昭和12年）11月1日 - 船橋市九日市から同市五日市に移転、等級を三等から二等に改定[3]。
- 1948年（昭和23年）8月29日 - 船橋市宮本町二丁目から同市本町一丁目に移転[4]。
- 1956年（昭和31年）11月1日 - 電話通話および和文電報受付事務の取扱を開始。
- 1966年（昭和41年）7月 - 局舎新築落成。
- 1983年（昭和58年）11月 - 局舎新築。
- 1991年（平成3年）10月1日 - 外国通貨の両替および旅行小切手の売買に関する業務取扱を開始。
- 2007年（平成19年）10月1日 - 民営化に伴い、併設された郵便事業船橋支店、ゆうちょ銀行船橋店に一部業務を移管。
- 2012年（平成24年）10月1日 - 日本郵便株式会社発足に伴い、郵便事業船橋支店を船橋郵便局に統合。

## 取扱内容

### 船橋郵便局
- 郵便、印紙、ゆうパック、内容証明
- 生命保険、バイク自賠責保険、自動車保険、がん保険、引受条件緩和型医療保険
- 船橋市内の一部地域の集配業務
- ゆうゆう窓口

### ゆうちょ銀行船橋店
- 貯金、貸付、為替、振替、振込、国際送金、外貨両替、トラベラーズチェック、国債、投資信託、変額年金保険、スルガ銀行の個人ローンの申込
- ATM

## 風景印
- 図案は『船橋港』・『灯明台』
- 使用開始日は1977年（昭和52年）6月1日

## 周辺
- 船橋市役所
- 船橋市民文化ホール

## アクセス
- JR総武本線、東武野田線 船橋駅（南口）から徒歩約13分
- 京成本線 京成船橋駅から徒歩約10分
- 京成バスシステム 郵便局停留所下車
- 京葉道路 船橋ICから東へ1km
- 国道14号（千葉街道）沿い
- 駐車場あり：5台（うち1台車椅子用）